# Jaskinie Jenolan

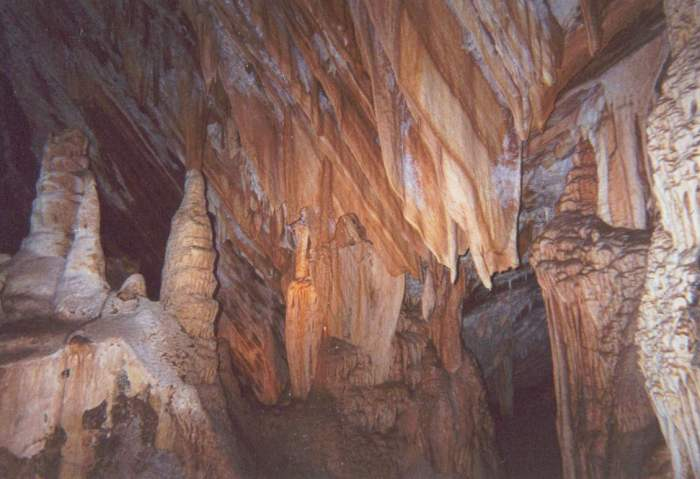
Jaskinia Lucasa

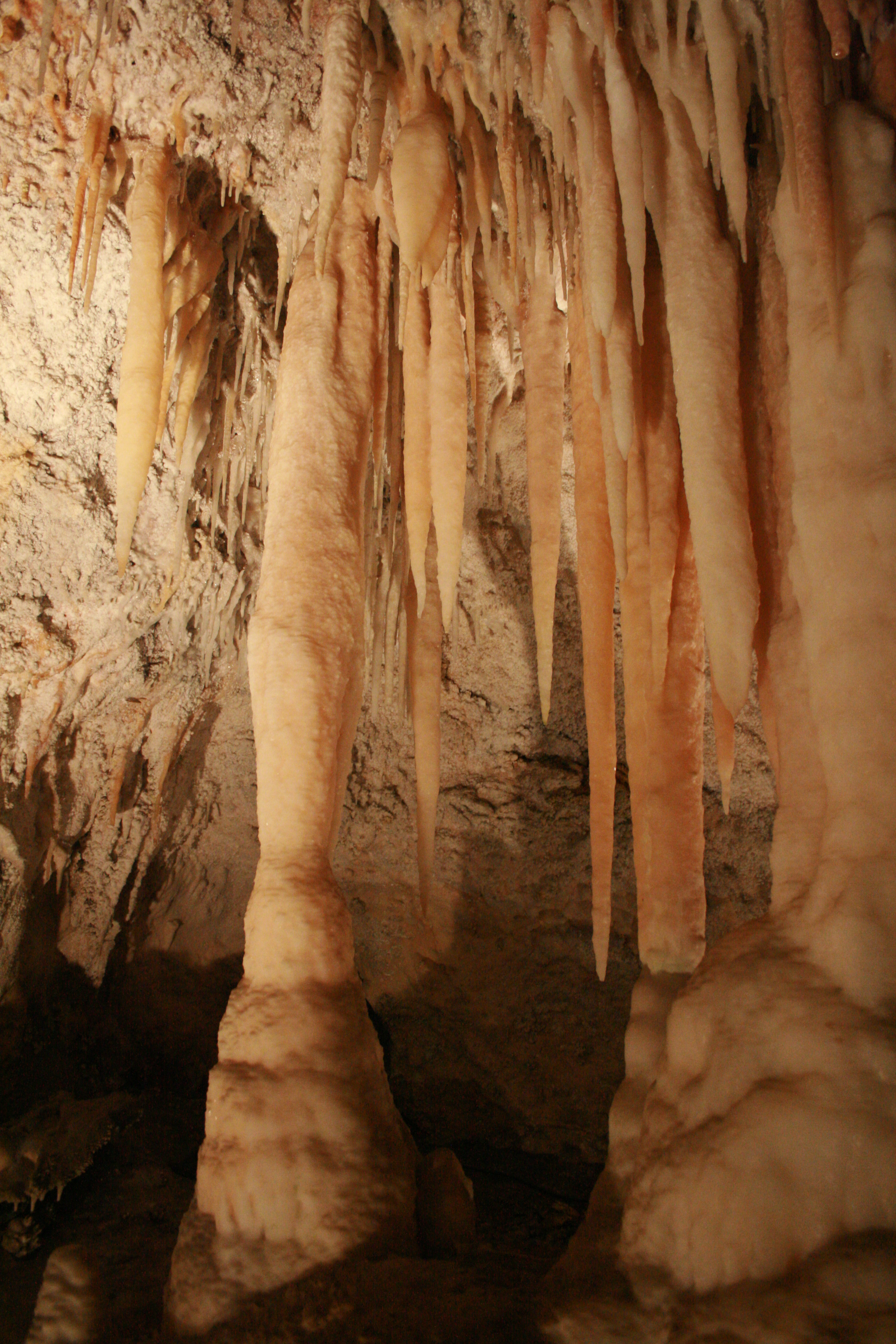
Jaskinia Imperial

Jaskinie Jenolan (ang. Jenolan Caves) – kompleks jaskiń krasowych, znajdujących się w australijskich Górach Błękitnych, 175 km na zachód od Sydney. Stanowią jedną z największych atrakcji turystycznych w Australii. Są to najstarsze otwarte jaskinie na świecie, mają 340 milionów lat.
W jaskiniach znajduje się wiele spektakularnych formacji krasowych (heliktyty, stalaktyty, stalagnaty). Większość jaskiń jest łatwo dostępna dla zwiedzających i dobrze oświetlona.

## Historia
Lokalne plemię aborygeńskie Gundengarra nadało jaskiniom nazwę 'Binoomea' (Ciemne miejsca), ale Aborygeni nie zapuszczali się wewnątrz jaskiń, unikając nawet przebywania w ich okolicach. Pierwszym Europejczykiem, który odkrył jaskinie, był James Whalam, który w 1838 przypadkowo natknął się na jedno z licznych wejść do jaskiń.
Początkowo znane były jako Fish River Caves, w 1866 przeszły na własność rządu Nowej Południowej Walii, a ich administratorem został Jeremiah Wilson. Wilson zbadał i opisał znane jeszcze przed jego przybyciem jaskinie Elder i Lucas, a także odkrył nieznane wcześniej jaskinie Imperial, Left Imperial (znaną teraz jako Chifley), Jersey i Jubilee. Jaskinie szybko stały się popularną atrakcją turystyczną i zanim wprowadzono zakaz dotykania czy zabierania kawałków formacji krasowych na pamiątkę w 1872, odwiedzający je turyści dokonali wielu szkód.
Ich współczesna nazwa "Jenolan" została przyjęta w 1884, w języku lokalnego plemienia aborygenów oznacza ono "wysoko położone miejsce" – taką samą nazwę nosi położony niedaleko od jaskiń szczyt Fenolan.
W 1903 następny administrator James Wiburd odkrył następne jaskinie – River, Skeleton (obecna nazwa – Pool of Cerberuj), Temple of Baal, Orient i Gibbon Cave. Jaskinia Chifley (wcześniej znana jako Left Imperial Cave, w 1952 nazwana imieniem australijskiego premiera Bena Chifleya) była jedną z pierwszych jaskiń na świecie oświetloną prądem elektrycznym (1880). Z kolei Orient Cave była pierwsza jaskinią w Australii, która została wyczyszczona przy użyciu pary wodnej (1968).

## Turystyka
Jaskinie Jenolan odwiedzane są rocznie przez ponad 250 000 turystów, co czyni je jedną z najbardziej popularnych atrakcji turystycznych w Nowej Południowej Walii. 9 z jaskiń jest otwartych na co dzień do normalnego zwiedzania, kilka innych jest dostępnych dla speleologów i zorganizowanych grup turystycznych.